# دعم الأقران
يحدث دعم الأقران عندما يقدم الناس المعرفة والخبرة العاطفية أو الاجتماعية أو العملية لمساعدة بعضهم. وعادة ما يشير المسمى إلى مبادرة تتألف من مؤيدين مدربين ويمكن أن تتخذ عدة أشكال مثل توجيه الأقران والاستماع وتقديم المشورة. كما يستخدم مسمى «دعم الأقران» أيضا للإشارة إلى المبادرات التي يلتقي فيها الزملاء وأعضاء من منظمات المساعدة الذاتية وغيرهم كأنداد لدعم بعضهم على أساس متبادل.
ويشير عادةً إلى مبادرة تتكون من داعمين محترفين (على الرغم من أنه يمكن توفيرها من قبل أصدقاء غير مدربين)، ويمكن أن تتخذ عددًا من الأشكال مثل جماعات التوجيه والنصح، أو الاستماع المنعكس (يعكس المحتوى و / أو المشاعر)، أو المشورة.
يستخدم مصطلح دعم الأصدقاء أيضًا للإشارة إلى المبادرات التي يلتقي فيها الزملاء وأعضاء منظمات المساعدة الذاتية وغيرهم شخصياً أو عبر الإنترنت، على قدم المساواة لتبادل الدعم والتفاعل والتواصل.
يختلف دعم الأقران عن أشكال الدعم الاجتماعي الأخرى، حيث أن مصدر الدعم هو الأصدقاء، حيث يقدم شخص الدعم بطرق جوهرية لنظيره؛ تقوم علاقتهم على أسس المساواة. الداعم يمكنه  تقديم الدعم بحكم خبراته ذات الصلة بالمشكلة: هو أو هي «كانت هناك، وفعلت ذلك». ويمكن أن تتواصل بالآخرين الذين هم الآن في وضع مماثل.
يتلقى العاملون المدربون في مجال دعم الأقران  مثل أخصائي ومستشاري دعم الأقران تدريباً خاصاً ويطلب منهم الالتحاق بوحدات التعليم المستمر، مثل الطاقم الطبي. قد يكون بعض عمال دعم الأقران المدربين أيضًا من الموظفين المكلفين بإنفاذ القانون ورجال الإطفاء وكذلك المستجيبين الطبيين للطوارئ.

## النظرية الكامنة
يعتقد أن فعالية دعم الأقران تستمد من مجموعة متنوعة من العمليات النفسية والاجتماعية التي وصفها مارك سلزر في سنة 2002: بالدعم الاجتماعي والمعارف التجريبية ونظرية التعلم الاجتماعي ونظرية المقارنة الاجتماعية ومبدأ العلاج المساعد.
- الدعم الاجتماعي هو وجود التفاعلات النفسية والاجتماعية الإيجابية مع من يتبادلون الثقة والقلق. وتسهم العلاقات الإيجابية في التكيف الإيجابي والعزل عن الضغوطات والشدائد من خلال تقديم

(أ)الدعم العاطفي (الاحترام والترابط والاطمئنان) (ب)الدعم الفعال (السلع المادية والخدمات) (ج) الرفقة (د) دعم المعلومات (المشورة والتوجيه وردود الفعل).
- المعارف التجريبية هي المعلومات المتخصصة ووجهات النظر التي يحصل عليها الناس من تجربة معينة مثل تعاطي المخدرات والإعاقة البدنية والأمراض العقلية المزمنة والجسدية والأحداث الصادمة مثل القتال والكوارث الطبيعية والعنف الأسري والجرائم العنيفة والاعتداءات الجنسية والسجن. وعادة ما تكون المعرفة التجريبية فريدة من نوعها وعملية، وتساهم في حل المشاكل وتحسين نوعية الحياة عند مشاركتها.
- وتفترض نظرية التعلم الاجتماعي أن الأقران يعدون قدوة أكثر مصداقية للآخرين لأنهم قد خاضوا ونجوا من خبرات مشابهة. ومن المرجح أن تسفر التفاعلات مع الأقران الذين يتعاملون بنجاح مع خبراتهم أو أمراضهم عن تغير سلوك إيجابي.
- وتعني المقارنة الاجتماعية أن الأفراد يكونون أكثر راحة وهم يتفاعلون مع من يشاركونهم الخصائص المشتركة مثل الأمراض النفسية وذلك من أجل الشعور بالحياة الطبيعية. ويكسب الأقران شعوراً بالتفاؤل ودافعاً للسعي نحو شيء من خلال التفاعل مع الآخرين الذين يعتبرون أفضل منهم.
- ويقترح مبدأ العلاج المساعد أن هناك أربع فوائد كبيرة لأولئك الذين يقدمون دعم للأقران: (أ) زيادة الإحساس بالكفاءة الشخصية نتيجة للتأثير في حياة شخص آخر (ب) تنمية الشعور بالمساواة في الأخذ والإعطاء بين نفسه والآخرين (ج) ويكسب المساعد معارف جديدة وشخصية أثناء المساعدة (د) كما يتلقى المساعد الموافقة الاجتماعية من الشخص الذي يساعده ومن الآخرون.

## دعم الأقران في المدارس والتعليم
توجيه الأقران
يأخذ توجيه الأقران محلاً في البيئات التعليمية مثل المدارس وعادة ما تكون بين طالب أكبر عمراً وأكثر خبرة وطالب جديد.وغالبا ما تظهر مثل هذه التوجيهات في مدارس المرحلة المتوسطة حيث قد يحتاج الطلاب المنتقلين من المرحلة الابتدائية للمساعدة في التكيف مع الجداول الجديدة وأسلوب الحياة في المدرسة المتوسطة. كما يستخدم توجيه الأقران أيضا في مكان العمل كوسيلة لتوجيه الموظفين الجدد. وتبلغ احتمالات بقاء الموظفين الجدد الذين تم إرفاقهم مع قرين موجه في وظائفهم ضعف أولئك الذين لا يتلقون توجيهاً.
الاستماع للأقران
يستخدم هذا الشكل من دعم الأقران على نطاق واسع داخل المدارس حيث يتم تدريب مؤيدو الأقران عادة داخل المدارس أو الجامعات أو لدى منظمات خارجية في بعض الأحيان مثل برنامج منظمة Childline's CHIPS المتعاونة مع المدارس لجعل الطلاب مستمعين نشطين.وغالباً ما يتوافر الداعمون في المدارس خلال أوقات الاستراحة أو الغداء.
مساعدة الأقران
مساعدة الأقران تختص بالتعامل مع حوادث التنمر وذلك بجمع المتنمر والضحية معاً بإشراف أحد من أقرانهم.
مساعد الأقران في الألعاب الرياضية
يعمل مساعد الأقران في مجال الرياضة مع الشباب في الرياضات مثل كرة القدم والتتبع وكرة الطائرة والبيسبول والتشجيع والسباحة وكرة السلة. وقد يساعدون في تقديم تكتيكات الألعاب (مثل قول: ابق عينيك على الكرة) والدعم العاطفي والتدريبي والاجتماعي.

## دعم الأقران في مجال الصحة العقلية
يمكن أن يحدث دعم الأقران بين شخصين أو في مجموعات داخل أو خارج أو حتى حول خدمات الصحة العقلية التقليدية والبرامج. ويعتبر دعم الأقران مفهوم رئيسي في السبيل للتعافي وفي برامج الخدمات التي يديرها المستهلكون. وقد أنشأ مستهلكو/ عملاء برامج الصحة العقلية منظمات علاج ذاتي غير ربحية، ويعملون فيها لتشجيع بعضهم ولتحدي وصمات العار والتمييز المصاحبة. وتشمل المنظمات التي تقدم خدمات دعم الأقران لمن يعانون من مشاكل الصحة العقلية منظمة فاونتن هاوس Fountain House وايموشنز انونيموس Emotions Anonymous وتحالف دعم المصابين بثنائي القطب والاكتئاب DBSA ومنظمة قرو GROW ووايلد فلاورز موفمنت Wildflowers Movement وريكوفري انترناشيونال Recovery International. وكان دور الأقران العاملين في خدمات الصحة العقلية موضوع المؤتمر الذي عقد في لندن في نيسان/أبريل 2012 بتنظيم مركز الصحة العقلية واتحاد الخدمات الصحية الوطنية. وقد أظهرت الأبحاث أن جماعات المساعدة الذاتية التي يديرها الأقران تسفر عن تحسن في الأعراض النفسية مما أدى إلى انخفاض دخول الأقران للمستشفى وإلى ظهور شبكات دعم اجتماعي أكبر وتعزيز الثقة بالنفس وتحسين الأداء الاجتماعي. وتوفر المنظمات مثل ساماريتانز Samaritans ونايت لاين Nightline وأوير Aware دعماً لمن يعانون من الاضطراب العاطفي.
دعم المدمنين
وغالبا ما تستند برامج الإثني عشر خطوة للتغلب على إساءة استخدام المواد المخدرة وجماعات التعافي من الإدمان الأخرى على مبدأ دعم الأقران. وشجعت منظمة الكحوليون المجهولون Alcoholics Anonymous منذ ثلاثينيات القرن التاسع عشر مبدأ دعم الأقران بين الأعضاء الجدد ورعاتهم. وتكون عملية الرعاية كالتالي: يشارك مدمن قد أحرز تقدما في التعافي تجربته على أساس فردي مستمر مع مدمن آخر يعمل على تحقيق الاعتدال. وتعتمد برامج التعافي من الإدمان الأخرى على تطبيق مبدأ دعم الأقران دون الاعتماد على نموذج الإثني عشر خطوة.
دعم الأقران لعلاج القلق والاكتئاب
ويعتبر برنامج ليف LEAF (الذي يعني العيش بفعالية مع القلق والخوف) في كندا مجموعة دعم يديرها الأقران لعلاج السلوكي الإدراكي لدى الأشخاص الذين يعانون من اضطرابات الهلع الخفيفة حتى المعتدلة.
وفي التحليل الجمعي الذي أجري عام 2010 على سبعة تجارب عشوائية قارنت بين تدخلات دعم الأقران وبين مجموعة العلاج المعرفي السلوكي لدى المرضى الذين يعانون من الاكتئاب، وقد وجد أن تدخلات دعم الأقران تساعد في التغلب على أعراض الاكتئاب أكثر من الرعاية المعتادة وحدها وقد تكون النتائج مماثلة لنتائج مجموعات العلاج المعرفي السلوكي. وتوحي هذه النتائج أن تدخلات دعم الأقران يمكن أن تكون عناصر فعالة لرعاية الاكتئاب، وأنها تدعم إدماج دعم الأقران في علاج الأمراض النفسية.
وقد أظهرت عدة دراسات أن دعم الأقران يقلل نسبة الخوف خلال المواقف العصيبة مثل القتال والعنف الأسري كما أنها قد تخفف من اضطرابات ما بعد الصدامات. وقد أظهر مسح تعديل المحاربين القدامى في العهد الفيتنامي الذي أجري عام 1982 أن تلك الاضطرابات كانت أعلى لدى الرجال والنساء اللاتي يفتقرن إلى الدعم الاجتماعي الإيجابي من الأسرة والأصدقاء والمجتمع بشكل عام.
دعم الأقران ذوي الأمراض المزمنة
أبدى دعم الأقران فائدة كبيرة لمن يعانون من السكري. يشمل السكري جميع جوانب حياة الناس وعلى مدى عقود في كثير من الأحيان. وقد يقدم الدعم من الأقران مساعدة عاطفية واجتماعية وعملية تساعد الناس على القيام بالأمور التي يتعين عليهم القيام بها للبقاء في صحة جيدة. وتكمل برامج دعم الأقران لمرضى السكري وتعزز خدمات الرعاية الصحية الأخرى.
كما قدم دعم الأقران للناس الذين يحملون السرطان وفيروس نقص المناعة البشرية. وتدرب شبكة سرطان الثدي للقوة المستشارون للعمل مع المتعافين من سرطان الثدي.
دعم الأقران للمستجيبين الأوائل
كما تم تنفيذ برامج دعم الأقران لمعالجة التوتر والصدمات النفسية بين الموظفين المكلفين بإنفاذ القانون ورجال الإطفاء. ويعتبر دعم الأقران عنصر هام من برنامج إدارة الإجهاد الناتج عن الحوادث الخطيرة المستخدم للتخفيف من حدة التوتر والصدمات النفسية لدى أول المستجيبين في الكوارث.
دعم الأقران للأشخاص ذوي الإعاقة
يعتبر دعم الأقران عنصرا رئيسيا عنصرا رئيسيا في حركة الحياة المستقلة، وقد استخدمته المنظمات التي تعمل مع الأشخاص ذوي الإعاقة استخداماً كبيراً بما في ذلك منظمة (ACA تحالف مبتوري الأطراف في أمريكا) ومنظمة Survivor Corps. وشغلت منظمة ACA منذ عام 1998 شبكة وطنية للأقران الناجين من فقدان أطرافهم. وقد أطلقت جمعية المحاربين العمي القدامى مؤخرا عملية دعم الأقران (OPS) وهي برنامج مصمم لدعم الرجال والنساء العائدين إلى الولايات المتحدة وهم عمي أو يعانون من ضعف بصر كبير بعد خدمتهم العسكرية. كما استفاد من برنامج دعم الأقران الناجين من إصابات الدماغ الرضحية وأسرهم. وهناك أيضاً برنامج مواجهة العجز للأسر التي تواجه إصابات في النخاع الشوكي ويشمل برنامج استشارات بالإضافة إلى 1,000 مقطع فيديو مأخوذة من مقابلات مع أشخاص يعانون من إصابات في النخاع الشوكي ومع أسرهم ومقدمي الرعاية والخبراء.
تعرف منظمة سرفايفر كوربس Survivor Corps دعم الأقران للناجين من الصدمات النفسية على أنه "التشجيع والمساعدة التي يقدمها زميل تغلب على صعوبات مماثلة ليولد الثقة بالنفس والاستقلال الذاتي ولتمكين الناجي من اتخاذ قراراته بنفسه وتنفيذها. يعتبر دعم الأقران إستراتيجية أساسية في إعادة تأهيل الناجين من الألغام الأرضية في أفغانستان والبوسنة والسلفادور وفيتنام. وقد أظهرت دراسة على 470 من مبتوري الأطراف في ستة بلدان أن قرابة مائة في المائة قالوا أنهم استفادوا من برنامج دعم الأقران.
دعم الأقران لدى الناجين من الصدمات
قد استخدم دعم الأقران لمساعدة الناجين من الصدمات النفسية مثل اللاجئين لتعلم التعامل مع الإجهاد والظروف المعيشية الصعبة. ودعم الأقران جزء لا يتجزأ من الخدمات التي يقدمها المركز الوطني لرعاية الصدمات. أما البرامج الأخرى فقد صممت لضحايا العنف الأسري من النساء وللنساء اللاتي في السجون.
وقد ساعد برنامج دعم الأقران الذي يديره مركزCentre d’Encadrement et de Développement des Anciens Combattants فيبوروندي بدعم من مركزتحقيق الاستقرار الدولي والإصلاح Center for International Stabilization and Recovery ومركزالعمل ضدالعنف المسلحAction on Armed Violence الناجين من العنف المرتبط بالحرب بما في ذلك النساء ذوات الإعاقة والمحاربات السابقات ويعمل برنامج مشابه فيرواندا مع ناجينا لإبادة الجماعية في رواندا
.
وأظهرت دراسة أجريت عام 1984 عن تأثير دعم الأقران ومجموعات الدعم لضحايا العنف المنزلي أن 146 من النساء اللاتي يتعرضن للضرب وجدوا أن المجموعات النسائية كانت أكثر المصادر إفادة من بين مجموعة العلاجات المتاحة. أعطت النساء في هذه المجموعات المشورة المباشرة وتصرفن كقدوة. وأظهرت دراسة أجريت عام 1986 على 70 من الأمهات المراهقات الاتي يعتبرن عرضة لخطر العنف الأسري أن دعم الأقران ساهم في تحسين مهارات حل المشكلات الإدراكية وتعزيز الذات وكفاءة الأبوة.
وتقدم مجموعة باندوراز أكواريوم Pandora's Aquarium، وهي مجموعة دعم أقران على الإنترنت تعمل كجزء من مشروع باندورا، دعماً للناجيات من الاغتصاب والاعتداء الجنسي وأصدقائهم وعائلاتهم.
دعم الأقران لقدامى المحاربين وأسرهم
توجد العديد من البرامج التي توفر دعم الأقران للعسكريين القدامى في الولايات المتحدة وكندا. وأنشئت في عام 2010 مجموعة دعم المرأة للمرأة العسكرية في هيلينا.
يقدم برنامج المساعدة في المآسي للناجين (Tragedy Assistance Program for Survivors (TAPS دعم للأقران ورعاية في الأزمات ومساعدة للضحايا في الدعوات القضائية وموارد لمواجهة الحزن والصدمات النفسية لأسر أعضاء الجيش الأمريكي. وبرنامج أوبريشن بير سبورتOPS Operation Peer Support برنامج للعسكريين القدامى العمي أو الذين لديهم ضعف نظر شديد.
وقام السناتور باتي موراي، رئيس لجنة مجلس الشيوخ في الولايات المتحدة على شؤون المحاربين القدامى، في يناير 2013 برعاية تعديلا على قانون تفويض الدفاع الوطني (S.3254) جعل من برنامج استشارة الأقران كجزء من برنامج الوقاية من الانتحار للمحاربين القدامى في الولايات المتحدة.